# リトアニア健康科学大学獣医学アカデミー
リトアニア健康科学大学リトアニア獣医学アカデミー（リトアニア語: Lietuvos sveikatos mokslų universiteto Veterinarijos akademija、略称: LSMU VA）は、リトアニア・カウナスにある国立の高等教育機関、リトアニア健康科学大学のアカデミー。獣医学の学位を授与し、動物の健康、福利、飼料に関する科学的アドバイスを提供している。

## 歴史
1922年、カウナス大学（現・ヴィータウタス・マグヌス大学）医学部獣医学科として設立。1929年には資金不足により獣医学科が閉鎖されたが、1936年には再度開設された。1943年春、リトアニアの高等教育機関は閉鎖に追いやられ、リトアニア獣医学アカデミーも閉鎖された。
戦後は教師や教材、さらには電気も不足するなどの困難に直面した。1946年春には洪水被害により実験所や建物が、さらにはすべての実験動物が使えないものとなった。しかしその後アカデミーは復旧、1974年に化学部門が設立され、学生や教員の数は増加した。
2001年、リトアニア獣医学研究所とリトアニア動物科学研究所はそれぞれアカデミーに編入された。
2010年、リトアニア獣医学アカデミーはカウナス医科大学と合併し、リトアニア健康科学大学（Lietuvos sveikatos mokslų universitetas、略称: LSMU）を設立。リトアニア獣医学アカデミーはリトアニア健康科学大学獣医学アカデミーに再編された。

## 組織
獣医学アカデミーの教育部門には以下の学部が設置されている。
- 獣医学部（6学科）
- 畜産工学部（5学科）

またアカデミーには12の実験所や継続教育センター、図書館などもある。
研究部門としては以下が設置されている。
- 搾乳訓練センター
- 実用教育研究センター
- 教育農場
- 近代冷蔵貯蔵施設
- 動物診療所
- 家畜死体分類実験所
- 移動外来診療所
- その他、12の研究実験所

2005年現在、アカデミーには1561名の学生が在籍しており、うち50名は博士課程に在籍している。また、1999年からはエラスムス・プログラムに参加している。